# Passion (romanzo)
Passion è un romanzo della scrittrice statunitense Lauren Kate; è il terzo capitolo della saga di genere fantastico Fallen, creata dall'autrice americana. È uscito negli Stati Uniti il 14 giugno 2011, e il giorno seguente in Italia.
Il libro è stato tradotto in spagnolo, catalano, polacco, francese, italiano e varie altre lingue.

## Trama
In Passion, Luce riuscirà a trovare le sue reincarnazioni passate “viaggiando” attraverso gli Annunziatori. I suoi spostamenti copriranno un arco di ben 5000 anni di storia: si ritroverà nell'Inghilterra del XIX secolo, a Mosca durante la Seconda guerra mondiale, in Cina nel 1046 a.C., in Egitto ai tempi dei Faraoni, in Italia durante la Grande Guerra e in altri incredibili luoghi e tempi.
Luce, durante i suoi viaggi, verrà aiutata e guidata da Bill, una gargouille trovata in un Annunziatore. Bill insegnerà alla ragazza a provare i sentimenti, le emozioni e i pensieri delle sue reincarnazioni attraverso una fusione; le spiegherà i segreti degli Annunziatori e le farà scoprire alcuni aspetti della sua maledizione. Alla fine si scoprirà che Bill è in realtà Lucifero che, in Egitto, tenterà di persuadere Luce ad uccidere la se stessa del passato. Alla fine Luce capirà qualcosa in più sull'eterna relazione tra lei e Daniel, e forse anche il perché di questo assurdo destino. Quando Lucinda si rifiuta di uccidere la sua reincarnazione in Egitto, Lucifero la cattura e le spiega il suo piano crudele: il diavolo tornerà attraverso un Annunziatore ai tempi della Caduta, dove intrappolerà gli altri angeli destinati a cadere dal Paradiso, riscrivendo così gli ultimi 7000 anni di storia.
Gli angeli (Daniel, Cam, Gabbe, Arriane, Roland, Annabelle, Molly), Luce e i due Nephilim Shelby e Miles, avranno nove giorni per impedire a Lucifero di attuare il suo piano e, per far questo, dovranno trovare il luogo geografico in cui gli angeli caddero sulla Terra.

## Edizioni in italiano
- Lauren Kate, Passion, traduzione di Maria Concetta Scotto Di Santillo e Michela Proietti, Milano: Rizzoli, 2011
- Lauren Kate, Fallen: la serie, Milano: BUR Rizzoli, 2023